# Cage thoracique
Pour les articles homonymes, voir Cage (homonymie).
La cage thoracique est l'ensemble des structures osseuses et cartilagineuse constituant la paroi du thorax.

## Structure
La cage thoracique est constituée par l'ensemble osseux formé de:
- la colonne vertébrale thoracique en arrière sur la ligne médiane, composé des 12 vertèbres thoraciques
- les 12 paires de côtes en arrière, latéralement et en avant,
- le sternum en avant, sur la ligne médiane.

Le sternum et les côtes sont reliés par les cartilages costaux.
L'ensemble côte et cartilage costal forme le bord inférieur de la cage thoracique : l'arc costal.
La cage thoracique est reliée à plusieurs structures osseuses :
- en haut, latéralement et en arrière avec la ceinture scapulaire,
- en haut avec la colonne cervicale,
- en bas avec la colonne lombaire.

Il peut exister deux petits osselets accessoires inconstants : les os suprasternaux situés au-dessus de l'incisure jugulaire du sternum. Ils sont reliés au sternum soit par une synchondrose, soit par des ligaments. Ce sont des vestiges de l'épisternum qui se développent à partir des cartilages supra-sternaux dans le ligament interclaviculaire.

## Contenu
La cage thoracique renferme la cavité thoracique. 
Elle contient l'appareil cardio-pulmonaire et l’œsophage :
- les poumons latéralement ;
- le médiastin, espace situé entre les deux poumons et contenant entre autres le cœur, l'œsophage, la trachée, des nerfs, des vaisseaux lymphatiques et sanguins.

## Anatomie fonctionnelle
La mobilité de la cage thoracique par son changement de volume intervient dans la respiration.

## Aspect clinique
L'intervention chirurgicale consistant à réséquer une partie de la paroi thoracique s'appelle une pariétectomie.